# Flick of the Finger
«Flick of the Finger» es la primera canción que se dio a conocer de la banda británica de rock Beady Eye, la cual aparece en su segundo álbum de estudio BE. El videoclip oficial fue lanzado en YouTube el 11 de abril de 2013.

## Lista de canciones
| N.º | Título                | Escritor(es)                          | Duración |  |
| 1.  | «Flick of the Finger» | Liam Gallagher, Gem Archer, Andy Bell | 3:47     |  |